# Guiné-Bissau nos Jogos Olímpicos de Verão de 2008
Guiné-Bissau competiu nos Jogos Olímpicos de Verão de 2008, em Pequim, na China. O país estreou nos jogos em 1996 e esta foi sua 4ª participação.

## Desempenho

### Atletismo
Masculino
| Atleta          | Evento     | Preliminares | Preliminares | Quartas     | Quartas     | Semifinal   | Semifinal   | Final       | Final       |
| Atleta          | Evento     | Marca        | Posição      | Marca       | Posição     | Marca       | Posição     | Marca       | Posição     |
| --------------- | ---------- | ------------ | ------------ | ----------- | ----------- | ----------- | ----------- | ----------- | ----------- |
| Holder da Silva | 100 metros | 10s58        | 50º          | Não avançou | Não avançou | Não avançou | Não avançou | Não avançou | Não avançou |

Feminino
| Atleta         | Evento      | Preliminares | Preliminares | Final       | Final       |
| Atleta         | Evento      | Marca        | Posição      | Marca       | Posição     |
| -------------- | ----------- | ------------ | ------------ | ----------- | ----------- |
| Domingas Togna | 1500 metros | 5m05s76      | 33º          | Não avançou | Não avançou |

### Lutas
Livre masculino
| Atleta         | Evento | Oitavas de final                | Quartas de final       | Semifinal              | Repescagem 1ª rodada   | Repescagem 2ª rodada   | Final                  |
| Atleta         | Evento | Adversário e resultado          | Adversário e resultado | Adversário e resultado | Adversário e resultado | Adversário e resultado | Adversário e resultado |
| -------------- | ------ | ------------------------------- | ---------------------- | ---------------------- | ---------------------- | ---------------------- | ---------------------- |
| Augusto Midana | -74 kg | GEO G. Saghirashvili D 0-1, 1-2 | Não avançou            | Não avançou            | Não avançou            | Não avançou            | Não avançou            |